# TV 야마나시

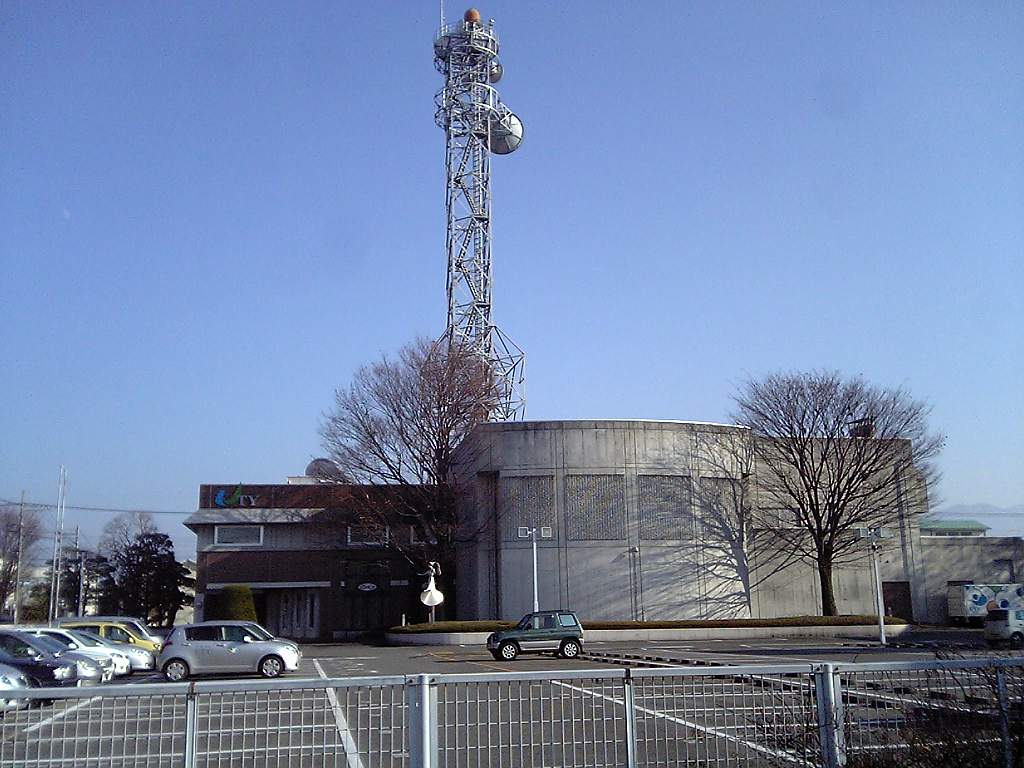
TV 야마나시

《TV 야마나시》(일본어: テレビ山梨 데레비야마나시[*])는 1970년 4월 1일 야마나시현의 2번째이자 마지막 민영방송국으로 개국했다.
약칭은 UTY, 콜사인은 JOGI-DTV이다.

## 연혁
- 1969년 2월 8일 설립.
- 1970년 4월 1일 야마나시현 2번째 민영 텔레비전 방송국으로서 개국.
- 2006년 1월 16일 지상 디지털 텔레비전 방송 시험 전파 발사
- 2006년 2월 10일 지상 디지털 텔레비전 방송 시험 방송 개시.
- 2006년 5월 1일 지상 디지털 텔레비전 방송 서비스 방송 개시.
- 2006년 7월 1일 지상 디지털 텔레비전 방송본방송을 개시(하이비전·원세그동시 ).
- 2011년 7월 25일 자정을 기해 지상파 아날로그 텔레비전 방송 종료.

## 네트워크의 변천
- 1970년 4월 1일 도쿄 방송 계열국으로서 개국하면서 JNN에 가맹하였다.
개국 당시 야마나시 방송에서 후지 TV·NET TV→TV 아사히 프로그램의 일부를 양도받았으며 현재는 TV 도쿄의 프로그램도 방송하고 있다.
- 1975년 3월 31일 준 중심방송국 네트워크 교환에 따라 그동안 방송하던 준중심방송국 프로그램이 아사히 방송 제작 프로그램에서 마이니치 방송 프로그램으로 변경되었으나 NET TV(몇 년후 TV 아사히로 명칭변경)에서 방송하기로 한 아사히 방송 제작 프로그램은 야마나시 방송과 병행해 방송된 것도 있다.

## 특징
- 개국전에는 후지TV와 네트워크를 채결하려고 했지만 정치적인 이유로 도쿄 방송의 계열국이 되었다.
- FM방송국인 FM후지 개국에 많은 투자를 했다.
- 설립당초의 방송국명은「야마나시 중앙TV」라고 하였다.

## 방송 경향
- TBS 계열에 속하기 때문에 기본적으로 TBS 계열의 프로그램을 인터넷으로 중계하고 있다. 그러나 지역 내 민방국이 2국 뿐이었기에 닛폰 TV 계열을 제외한 각 계열의 프로그램도 시차를 두고 인터넷을 통해 방영하고 있다. 따라서 TBS 계열 방송국에서 송출되는 정보 프로그램이 비교적 적은 것이 지금까지의 특징이었지만, 2009년 4월부터 지금까지 인터넷 중계되지 않았던 "선데이 재팬"과 "미노 몬타의 새터데이 즈바 스타와 그물" 등이 시작된 것으로 어느 정도 해소된다. (그래도"N 스타" 제 1부 등 일부 비계열국의 프로그램도 일부 존재한다.)

- 야마나시 현의 일부 케이블 방송(아날로그 방송)은 5계열 민방 모두가 시청 가능하다는 점에서 동일한 프로그램을 두 방송국에서 동시에 또는 시차를 두고 중복 방송하는 경우는 있지만, 기본적으로 TV 야마나시의 키 방송국 인 TBS와 야마나시 방송의 키 국인 NTV의 재전송은 실시되고 있지 않다. 디지털 방송은 TBS와 NTV의 재전송은 전체 케이블 TV에서 실시되고 있지 않음에도 가와구치 유선 텔레비전 방송은 TBS TV의 디지털 재전송을 실시하고 있다.

## 제작 프로그램
- 스고로쿠(スゴろく)
- UTY 뉴스(UTYニュース)
- 미래 기업(ミライ企業)
- 좋은곳 야마나시(いいトコ山梨)
- 미나미오바짱의 튼튼한 금요일 (みなみおばちゃんのガッチリ金曜日)
- 날씨 메모(お天気メモ)

## 관련 인물

### 현직 방송인
- 코지마 마사루(1998-)
- 구로사와 토모히로(2004-)
- 오타게리 이쿠미(2006-)
- 아오키 미나(2014-)
- 야마자키 카오루코(2017-)
- 니시가키 유카(2018-)
- 미우라 마사노리(2019-)

### 이 회사 출신 인물
- 나토리 료코
- 오가사와라 가즈토
- 사토 야스오
- 오오니시 카야
- 히라마쓰 치카
- 스즈키 하루카
- 네키시 유스케
- 나가노 에리카
- 고바야시 후미코
- 이시가키 에이스케

## 현내 방송국
- NHK 고후 방송국
- 야마나시 방송(TV는 니혼 TV계열, 라디오는 JRN&NRN계열)
- FM 후지(독립방송국)